# Malarce-sur-la-Thines
Malarce-sur-la-Thines település Franciaországban, Ardèche megyében. Lakosainak száma 257 fő (2022. január 1.). Malarce-sur-la-Thines Gravières, Montselgues, Sablières, Sainte-Marguerite-Lafigère, Saint-Pierre-Saint-Jean, Les Salelles és Malons-et-Elze községekkel határos.

## Népesség
A település népességének változása:
| Lakosok száma | 234  | 242  | 251  | 244  | 243  | 242  | 242  | 246  | 257  |
|               | 2013 | 2015 | 2016 | 2017 | 2018 | 2019 | 2020 | 2021 | 2022 |